# Corbin Strong
Corbin Strong (* 30. April 2000 in Invercargill) ist ein neuseeländischer Radrennfahrer, der Rennen auf der Bahn und der Straße bestreitet.

## Sportliche Laufbahn
2014 errang Corbin Strong den ersten nationalen Titel in seinen Altersklasse. 2017 wurde er neuseeländischer Junioren-Meister in Punktefahren, Omnium und Teamsprint. Im selben Jahr hatte er auch internationale Erfolge: Bei den Junioren-Bahnweltmeisterschaften errang er mit Joshua Scott, Aaron Wyllie und Harry Waine die Bronzemedaille in der Mannschaftsverfolgung.
Im Januar 2018 kollidierte Strong beim Straßentraining mit einem Auto und brach sich dabei einen Rückenwirbel. Ungeachtet dieser Verletzung gelang es ihm im August des Jahres, gemeinsam mit George Jackson, Bailey O’Donnell und Finn Fisher-Black Junioren-Weltmeister in der Mannschaftsverfolgung zu werden. Nach seiner Rückkehr von der WM aus der Schweiz wurde Strong von seinen Schulkameraden der Southland Boys' High School auf dem Flughafen von Invercargill mit zwei Hakas begrüßt, dem rituellen Tanz der Māori.
Im Jahr darauf wurde Corbin Strong zweifacher neuseeländischer Meister der Elite: im Punktefahren sowie mit Edward Dawkins, Nick Kergozou und Thomas Sexton in der Mannschaftsverfolgung. Auf kontinentaler Ebene wurde er Meister im Punktefahren. Auf der Straße war er ebenfalls erfolgreich: Er gewann jeweils die Nachwuchswertungen der Tour de Kumano und der Tour de Korea sowie die Punktewertung der Banyuwangi Tour de Ijen. 2020 gewann er die Nachwuchswertung der New Zealand Cycle Classic, die er auf dem dritten Gesamtrang beendete. Auf der Bahn wurde Strong in Berlin im Alter von 19 Jahren Weltmeister im Punktefahren und belegte mit Campbell Stewart, Aaron Gate, Jordan Kerby und Regan Gough Platz zwei in der Mannschaftsverfolgung. Im Januar 2021 gewann er mit dem Gesamtwertung des New Zealand Cycle Classic seine erste Rundfahrt und war am Jahres Ende bei der ersten Station der UCI Track Champions League 2021 in Palma erfolgreich, als er den Scratchwettbewerb und das Ausscheidungsfahren für sich entschied.
Nachdem er zwei Jahre für die SEG Racing Academy gefahren war, erhielt Corbin Strong ab 2022 einen Vertrag bei Israel-Premier Tech, einem UCI WorldTeam, und bestritt somit vermehrt Straßenrennen. Seinen ersten Saisonsieg feierte er bei der Tour of Britain, die er als Gesamtsechster beendete. Weiters fuhr er beim Grand Prix de Wallonie und Gran Piemonte in die Top 10 und musste sich bei der Coppa Bernocchi nur dem Italiener Davide Ballerini geschlagen geben. Bei den Commonwealth Games 2022 siegte er im Scratch, ehe er am gegen Jahresende bei den Bahnweltmeisterschaften Zweiter im Ausscheidungsfahren wurde.
2023 wurde Israel-Premier Tech zum UCI ProTeam heruntergestuft. Strong überzeugte zu Beginn der Saison mit Rang fünf beim Cadel Evans Great Ocean Road Race, einem Eintagesrennen der UCI WorldTour, und gab im Sommer bei der Tour de France 2023 sein Grand-Tour-Debüt. Die Tour beendete er auf dem 90. Gesamtrang, wobei er als Neunter zwei Etappen in den Top 10 beenden konnte. Gegen Ende der Saison erzielte Strong sein bisher bedeutendstes Ergebnis mit dem zweiten Platz beim Grand Prix Cycliste de Québec. Dabei musste er sich im Sprint nur dem Belgier Arnaud De Lie geschlagen geben, stand aber erstmals auf dem Podium eines WorldTour-Eintagesrennens. Kurz darauf gewann er die Auftaktetappe der Luxemburg-Rundfahrt, ehe er mit den Rängen drei und vier beim Circuit Franco-Belge bzw. Giro del Veneto erneut seine Fähigkeiten bei hügligen Eintagesrennen unter Beweis stellte.
2024 gewann Strong Ende Juli eine Etappe der Tour de Wallonie. Er wurde vom neuseeländischen Verband für das olympische Straßenrennen nominiert und kam dort auf den 27. Platz.

## Ehrungen
2019 wurde Corbin Strong zweifach mit einem neuseeländischen Cycling Award („Junior Male Track“, „Track Team“) geehrt.

## Erfolge

### Bahn
2016/17
- Ozeanien-Meisterschaften (Junioren) – Omnium, Mannschaftsverfolgung (mit ...)
- Ozeanien-Meisterschaften (Junioren) – Scratch

2017
- Junioren-Weltmeisterschaft – Mannschaftsverfolgung (mit Joshua Scott, Aaron Wyllie und Harry Waine)
- Neuseeländischer Junioren-Meister – Punktefahren, Omnium, Teamsprint (mit Mitchell Morris und Samuel Miller)

2017/18
- Junioren-Ozeanienmeister – Einerverfolgung, Omnium, Zweier-Mannschaftsfahren (mit George Jackson)
- Junioren-Ozeanienmeisterschaft – Punktefahren

2018
- Junioren-Weltmeister – Mannschaftsverfolgung (mit George Jackson, Bailey O’Donnell und Finn Fisher-Black)
- Neuseeländischer Junioren-Meister – Punktefahren, Omnium, Teamsprint (mit Mitchell Morris und Samuel Miller)

2019
- Neuseeländischer Meister – Punktefahren, Mannschaftsverfolgung (mit Edward Dawkins, Nick Kergozou und Thomas Sexton)

2019/20
- Ozeanienmeister – Punktefahren

2020
- Neuseeländischer Meister – Punktefahren, Omnium
- Weltmeister – Punktefahren
- Weltmeisterschaft – Mannschaftsverfolgung (mit Campbell Stewart, Aaron Gate, Jordan Kerby und Regan Gough)

2021
- Neuseeländischer Meister – Mannschaftsverfolgung (mit Nick Kergozou, Thomas Sexton und Hamish Keast)
- Champions League in Palma – Scratch, Ausscheidungsfahren

2022
- Commonwealth Games – Scratch
- Weltmeisterschaft – Ausscheidungsfahren

2022/23
- Neuseeländischer Meister – Omnium

### Straße
2019
- Nachwuchswertung Tour de Kumano
- Nachwuchswertung Tour de Korea
- Punktewertung Banyuwangi Tour de Ijen

2020
- Nachwuchswertung New Zealand Cycle Classic

2021
- Gesamtwertung, Nachwuchswertung und Mannschaftszeitfahren New Zealand Cycle Classic

2022
- eine Etappe Tour of Britain

2023
- eine Etappe Luxemburg-Rundfahrt

2024
- eine Etappe Tour de Wallonie
- Giro del Veneto

2025
- Gesamtwertung, eine Etappe und Punktewertung Tour de Wallonie
- Gesamtwertung, eine Etappe, Punktewertung und Nachwuchswertung Arctic Race of Norway

## Grand Tour-Platzierungen
| Grand Tour            | 2023 | 2024 | 2025 |
| --------------------- | ---- | ---- | ---- |
| Giro d’ItaliaGiro     | –    | –    | 96   |
| Tour de FranceTour    | 90   | –    | –    |
| Vuelta a EspañaVuelta | –    | DNF  |      |